# Cogolludo
|  | Per a altres significats, vegeu «Santi Cogolludo». |

Cogolludo és un municipi de la província de Guadalajara, a la comunitat autònoma de Castella-La Manxa.